# Eteläinen Reppänäjärvi
Eteläinen Reppänäjärvi är en sjö i Finland. Den ligger i kommunen Enare i landskapet Lappland, i den norra delen av landet, 1 000 km norr om huvudstaden Helsingfors. Ahvenjärvi ligger 206 meter över havet. Arean är 23,9 hektar och strandlinjen är 5,05 kilometer lång. Sjön  ingår i Pasvik älvs huvudavrinningsområde.   Den ligger vid sjön Harrijärvi.